# Bolton, Cumbria
Bolton en gång känd som Boelthun, Boeltun, Bovelthun eller Botheltun är en by (village) och en civil parish i Cumbria i nordvästra England. Orten har 416 invånare (2001). Den har en kyrka och ett slott. Den har 14 kulturmärkta byggnader.